# Une vengeance
Une vengeance est une nouvelle d’Anton Tchekhov (en russe : Mest).

## Historique
Une vengeance est initialement publiée dans la revue russe Potins mondains, numéro 50, du 31 décembre 1882, sous le pseudonyme A.Tchékhonté, puis dans la revue russe Les Éclats, numéro 41, du 11 septembre 1886, sous le même pseudonyme.

## Résumé
Invité chez des amis, Lev Tourmanov surprend une conversation entre sa femme et Diagtiarev. Il y est question d’un rendez-vous galant et d’un échange de mots doux via un vase dans le jardin public. Cela ne l’outrage plus, il en a pris son parti depuis longtemps. Par contre, être traité de dindon ou Sobakiévitch l’exaspère. D’autant plus que revenu à la table, Diagtiarev en fait un peu trop.
Il cherche une vengeance ; il va écrire une lettre anonyme au marchand Doulinov, lui demandant de mettre deux cents roubles dans le vase, sous peine de voir son magasin sauter. Doulinov se plaindra à la police et Diagtiarev sera arrêté.
Le lendemain, Tourmanov constate avec dépit que Diagtiarev retire un petit paquet contenant deux cents roubles du vase et s’en va sans être inquiété. Le soir même, il va sous les fenêtres de Doulinov pour le traiter de froussard.

## Édition française
- Une vengeance, traduit par Madeleine Durand et Édouard Parayre, révision de Lily Dennis, Bibliothèque de la Pléiade, éditions Gallimard, 1967  (ISBN 978 2 07 0105 49 6).